# Pseudohyaleucerea absona
Pseudohyaleucerea absona är en fjärilsart som beskrevs av Max Wilhelm Karl Draudt 1915. Pseudohyaleucerea absona ingår i släktet Pseudohyaleucerea och familjen björnspinnare. Inga underarter finns listade.